# チェンストホヴァ

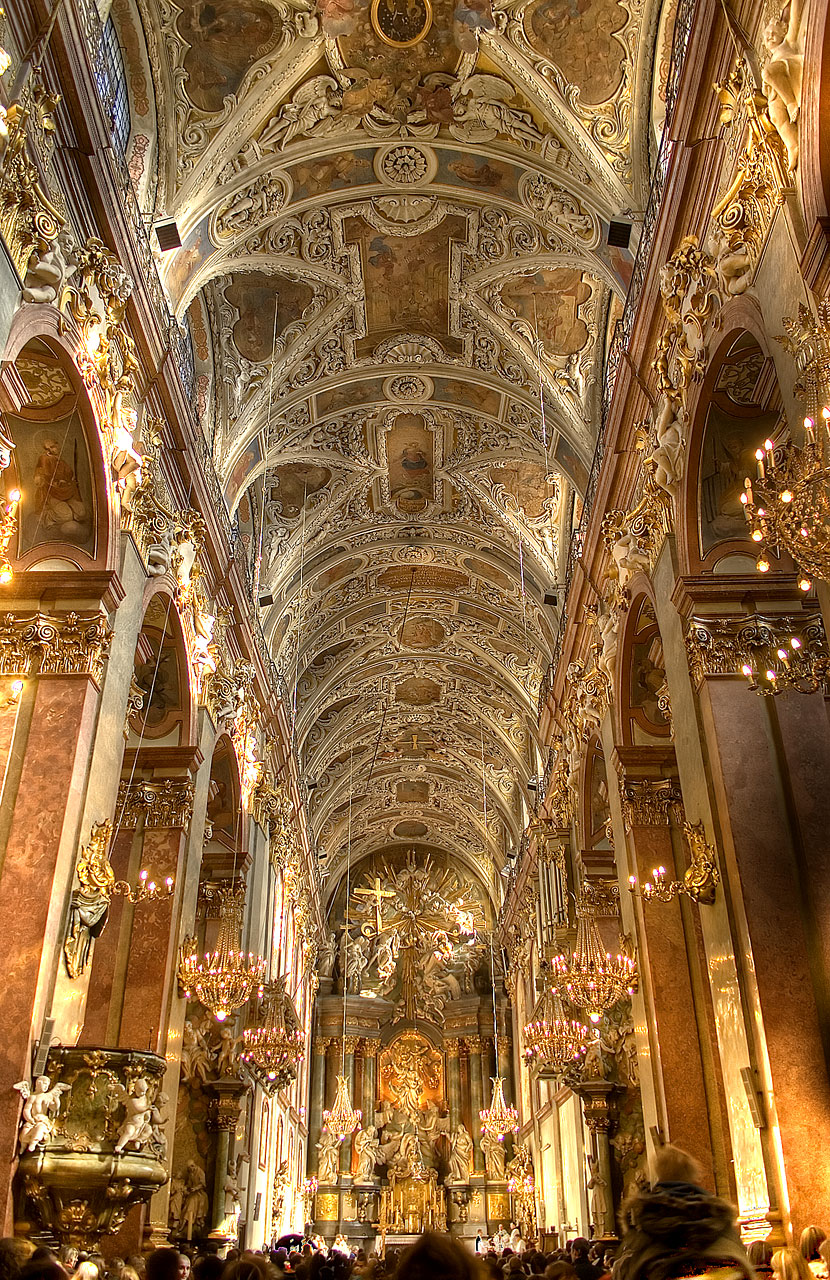
ヤスナ・グラ修道院

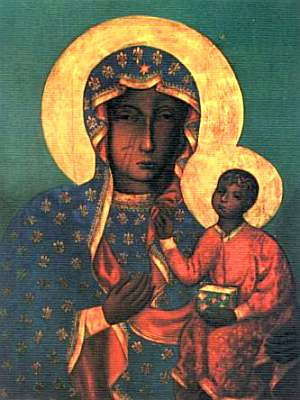
ヤスナ・グラの聖母

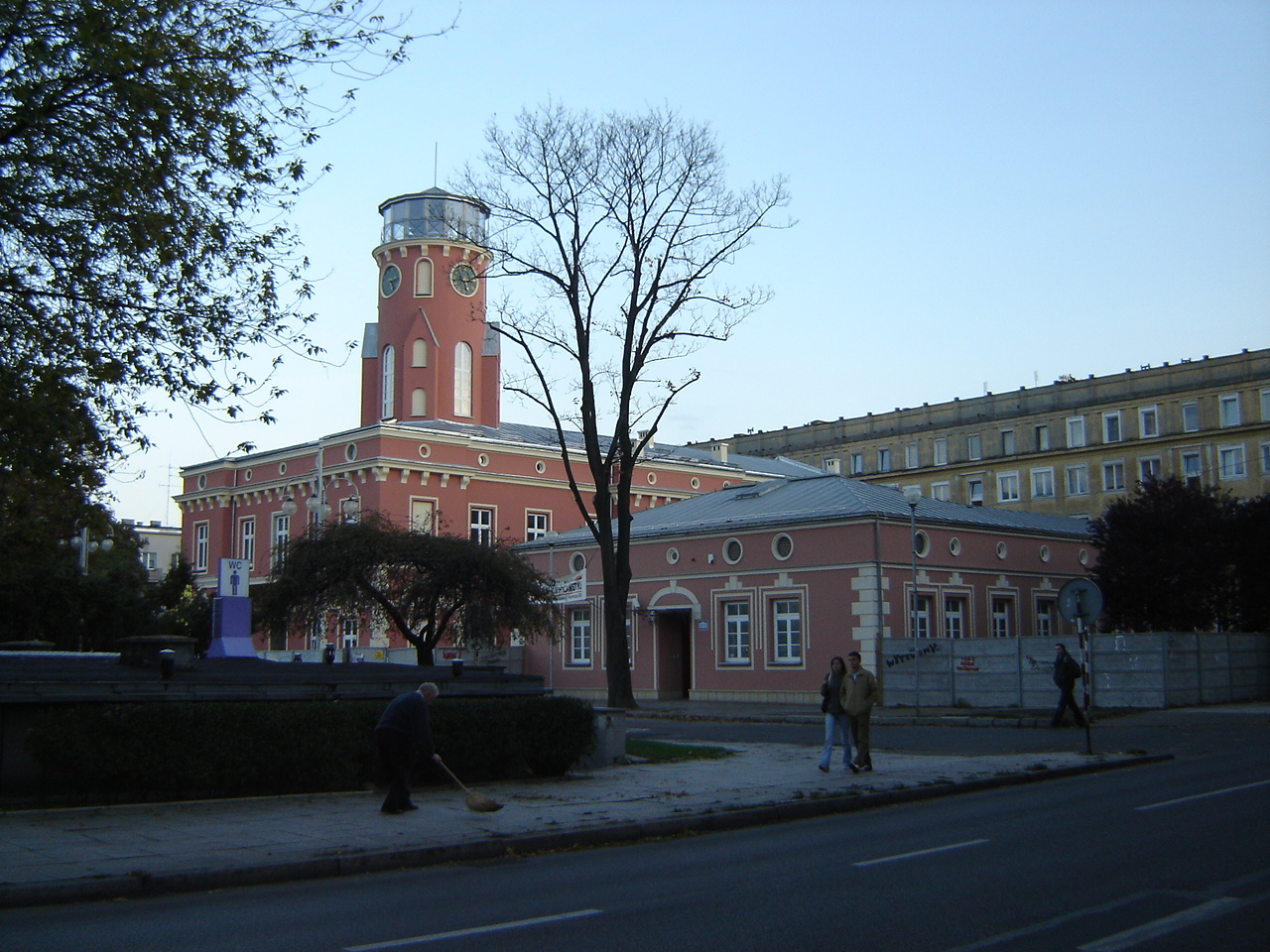
市庁舎

チェンストホヴァ （ポーランド語：Częstochowa [t͡ʂɛ̃stɔˈxɔva] ( 音声ファイル)、チェコ語：Čenstochová、ドイツ語：Tschenstochau、イディッシュ語：טשענסטעכאוו-Chenstekhov）は、ポーランド南部シロンスク県の都市。ヴァルタ川が流れる。
市は、聖パウルス派修道院で黒い聖母を祀るヤスナ・グラ修道院で知られる。毎年1千万人もの巡礼者が世界各地から集まる。

## 市名
チェンストホヴァの名前は、人名のCzęstoch（中世の記録にはCzęstoborとCzęstomir）に由来する。元々の名前はCzęstochowaで、1220年の綴りはCzanstochowaだった。Częstochowは1382年から1558年まで使われた。現在の町の一部がCzęstochówkaと呼ばれるのは、14世紀に古いチェンストホヴァ（Antiquo Czanstochowa）とCzęstochówkaに分離したためである。 他の綴りには、Czestochowa、 Czenstochov、 Chenstochovなどがある。

## 歴史

### 12世紀から16世紀
チェンストホヴァの村ができたのは11世紀である。最初に村として歴史的な文書に記されたのは1220年からである。1382年、聖パウルス派のヤスナ・グラ修道院がオポーレ公ヴワディスワフによって建てられた。2年後、修道院は有名なイコン、『ヤスナ・グラの聖母』を受け取った。この絵はその後の年月で巡礼の中心となり、近隣の町の成長に貢献した。1377年より前にチェンストホヴァは特権を持つ町となり、のちに1502年にマクデブルク法に変わった。

### 17世紀から18世紀
17世紀になると、地元の修道院は要塞となり、大洪水時代の1655年にヤスナ・グラ包囲戦で立て籠もる場所となった。チェンストホヴァのユダヤ人コミュニティーは1700年頃に現存していた。第二次分割の後、ユダヤ人コミュニティーはプロイセン王国によって併合された。1760年の後、ユダヤ人の信仰（カバラー、カトリック、イスラームの教えが混じっていた）指導者ヤコプ・フランクは、その過激な思想が社会の不信を招いたため教会によって捕らえられて修道院に監禁された。彼の信徒は彼のそばに集い、ヤコプの娘エヴァを教祖とするようになった。1772年8月、チェンストホヴァを占領したロシア軍将軍アレクサンドル・ビビコフによってヤコプは釈放された。

### 19世紀
ナポレオン戦争の最中、1807年に、市はワルシャワ大公国の一部となり、1815年のウィーン会議からはポーランド立憲王国の一部となった。この時期は市が急成長を遂げた時期であった。1819年に軍事建築家ヤン・ベルンハルトがナジシュヴィエツネィ・パンニ・マリ大通り（Aleja Najświętszej Panny Marii、最聖の聖母大通り）を計画し建設を始めた。現在市の主要な軸である。2つの実存する町チェンストホヴァとCzęstochówka（後者はNowa Częstochowaとして1717年に市の特権を与えられていた）が最終的に1826年に合併した。1846年、ワルシャワ＝ウィーン鉄道が開通し、市とヨーロッパ各地が結ばれた。1870年より後、鉄鋼産業が地域で始まり、地元産業を下支えした。この時代の最も有名な投資は、製鋼業の他は織物業、製紙業であった。

### 20世紀
第一次世界大戦中、市はドイツ軍に占領された。戦後の1918年、新たに生まれたポーランド共和国の一部となった。新国家はシレジア地方の良質の鉄鉱石の広大な鉱脈を獲得した。チェンストホヴァの埋蔵物はそれほど多くもなく、すぐに閉鎖となった。これが繁栄の時代に終焉をもたらした。同時期、司教座が1925年に再設置された。
1939年のポーランド侵攻後、町はナチス・ドイツに占領され、ドイツ語名のチェンストハウ（Tschenstochau）に改名されポーランド総督府に編入された。ポーランド侵攻から2日後の1939年9月3日日曜日、ドイツ軍がチェンストホヴァへ進軍してきた。翌日、血塗られた月曜日で知られるようになった、ドイツ軍によるユダヤ人虐殺事件が起こり、およそ150人の死者が出た。1941年4月9日、ユダヤ人のゲットーが創られた。第二次世界大戦の間、チェンストホヴァに住むユダヤ人コミュニティー全体にあたる、およそ45,000人のユダヤ系住民がドイツ軍に殺害された。チェンストホヴァが赤軍に解放されたのは、1945年1月16日であった。
ポーランド人民共和国となってから、共産主義国家特有の早い工業化のせいで、初代大統領ボレスワフ・ビェルトの名前にちなんで名付けられた非効率な製鉄業は、注目に値する拡大を遂げた。このことが成長する観光活動と結びついて、別の時期の急成長期を牽引し、1975年にはチェンストホヴァ県（1998年まで）を分離新設することとなったのである。

## 気候
| チェンストホヴァ (1991–2020)の気候  | チェンストホヴァ (1991–2020)の気候 | チェンストホヴァ (1991–2020)の気候 | チェンストホヴァ (1991–2020)の気候 | チェンストホヴァ (1991–2020)の気候 | チェンストホヴァ (1991–2020)の気候 | チェンストホヴァ (1991–2020)の気候 | チェンストホヴァ (1991–2020)の気候 | チェンストホヴァ (1991–2020)の気候 | チェンストホヴァ (1991–2020)の気候 | チェンストホヴァ (1991–2020)の気候 | チェンストホヴァ (1991–2020)の気候 | チェンストホヴァ (1991–2020)の気候 | チェンストホヴァ (1991–2020)の気候 |
| 月                                  | 1月                                | 2月                                | 3月                                | 4月                                | 5月                                | 6月                                | 7月                                | 8月                                | 9月                                | 10月                               | 11月                               | 12月                               | 年                                 |
| ----------------------------------- | ---------------------------------- | ---------------------------------- | ---------------------------------- | ---------------------------------- | ---------------------------------- | ---------------------------------- | ---------------------------------- | ---------------------------------- | ---------------------------------- | ---------------------------------- | ---------------------------------- | ---------------------------------- | ---------------------------------- |
| 最高気温記録 °C （°F）              | 13.4 (56.1)                        | 18.4 (65.1)                        | 23.1 (73.6)                        | 29.5 (85.1)                        | 34.1 (93.4)                        | 35.6 (96.1)                        | 36.0 (96.8)                        | 36.9 (98.4)                        | 33.7 (92.7)                        | 27.0 (80.6)                        | 20.1 (68.2)                        | 16.6 (61.9)                        | 36.9 (98.4)                        |
| 平均最高気温 °C （°F）              | 1.3 (34.3)                         | 3.1 (37.6)                         | 7.6 (45.7)                         | 14.4 (57.9)                        | 19.3 (66.7)                        | 22.6 (72.7)                        | 24.7 (76.5)                        | 24.5 (76.1)                        | 19.0 (66.2)                        | 13.2 (55.8)                        | 7.2 (45)                           | 2.3 (36.1)                         | 13.27 (55.88)                      |
| 日平均気温 °C （°F）                | −1.5 (29.3)                        | −0.3 (31.5)                        | 3.1 (37.6)                         | 9.1 (48.4)                         | 13.9 (57)                          | 17.4 (63.3)                        | 19.3 (66.7)                        | 18.8 (65.8)                        | 13.8 (56.8)                        | 8.8 (47.8)                         | 4.0 (39.2)                         | −0.2 (31.6)                        | 8.85 (47.92)                       |
| 平均最低気温 °C （°F）              | −3.9 (25)                          | −3.1 (26.4)                        | −0.4 (31.3)                        | 4.3 (39.7)                         | 8.8 (47.8)                         | 12.4 (54.3)                        | 14.3 (57.7)                        | 14.0 (57.2)                        | 9.7 (49.5)                         | 5.5 (41.9)                         | 1.6 (34.9)                         | −2.4 (27.7)                        | 5.07 (41.12)                       |
| 最低気温記録 °C （°F）              | −26.6 (−15.9)                      | −29.9 (−21.8)                      | −20.9 (−5.6)                       | −6.2 (20.8)                        | −2.9 (26.8)                        | 0.8 (33.4)                         | 4.6 (40.3)                         | 5.2 (41.4)                         | −0.9 (30.4)                        | −6.5 (20.3)                        | −15.4 (4.3)                        | −23.2 (−9.8)                       | −29.9 (−21.8)                      |
| 降水量 mm （inch）                  | 35.7 (1.406)                       | 33.1 (1.303)                       | 40.9 (1.61)                        | 43.2 (1.701)                       | 74.4 (2.929)                       | 79.2 (3.118)                       | 93.7 (3.689)                       | 62.0 (2.441)                       | 60.8 (2.394)                       | 48.3 (1.902)                       | 41.7 (1.642)                       | 34.9 (1.374)                       | 647.9 (25.509)                     |
| 降雪量 cm （inch）                  | 197.0 (77.56)                      | 213.5 (84.06)                      | 102.9 (40.51)                      | 12.8 (5.04)                        | 0.3 (0.12)                         | 0 (0)                              | 0 (0)                              | 0 (0)                              | 0 (0)                              | 3.6 (1.42)                         | 27.7 (10.91)                       | 99.0 (38.98)                       | 656.8 (258.6)                      |
| 平均降雨日数                        | 9.4                                | 8.3                                | 9.3                                | 7.7                                | 9.9                                | 10.0                               | 10.7                               | 8.5                                | 8.8                                | 9.0                                | 8.9                                | 8.6                                | 109.1                              |
| 平均降雪日数                        | 18.3                               | 17.8                               | 8.5                                | 1.3                                | 0.1                                | 0                                  | 0                                  | 0                                  | 0                                  | 0.4                                | 5.3                                | 14.6                               | 66.3                               |
| % 湿度                              | 86.2                               | 82.2                               | 75.9                               | 67.2                               | 69.7                               | 69.9                               | 70.3                               | 71.5                               | 77.8                               | 82.6                               | 86.7                               | 87.4                               | 77.28                              |
| 平均月間日照時間                    | 50.8                               | 66.0                               | 121.7                              | 185.8                              | 231.4                              | 233.9                              | 245.4                              | 237.8                              | 166.8                              | 111.2                              | 54.5                               | 40.4                               | 1,745.7                            |
| 出典：Promedios y totales mensuales |                                    |                                    |                                    |                                    |                                    |                                    |                                    |                                    |                                    |                                    |                                    |                                    |                                    |

## 観光
現在、市はシロンスク県きっての観光地の一つであり、小さなニュルンベルクの異名を持つ。数多くの土産店と歴史的文化財があるからである。毎年1千万人の観光客が惹きつけられてくる。ヤスナ・グラ修道院所蔵のヤスナ・グラの聖母は特に人気がある。

## 交通
- チェンストホヴァ駅
- チェンストホヴァ市電

## 教育機関
- チェンストホヴァ工科大学[3]

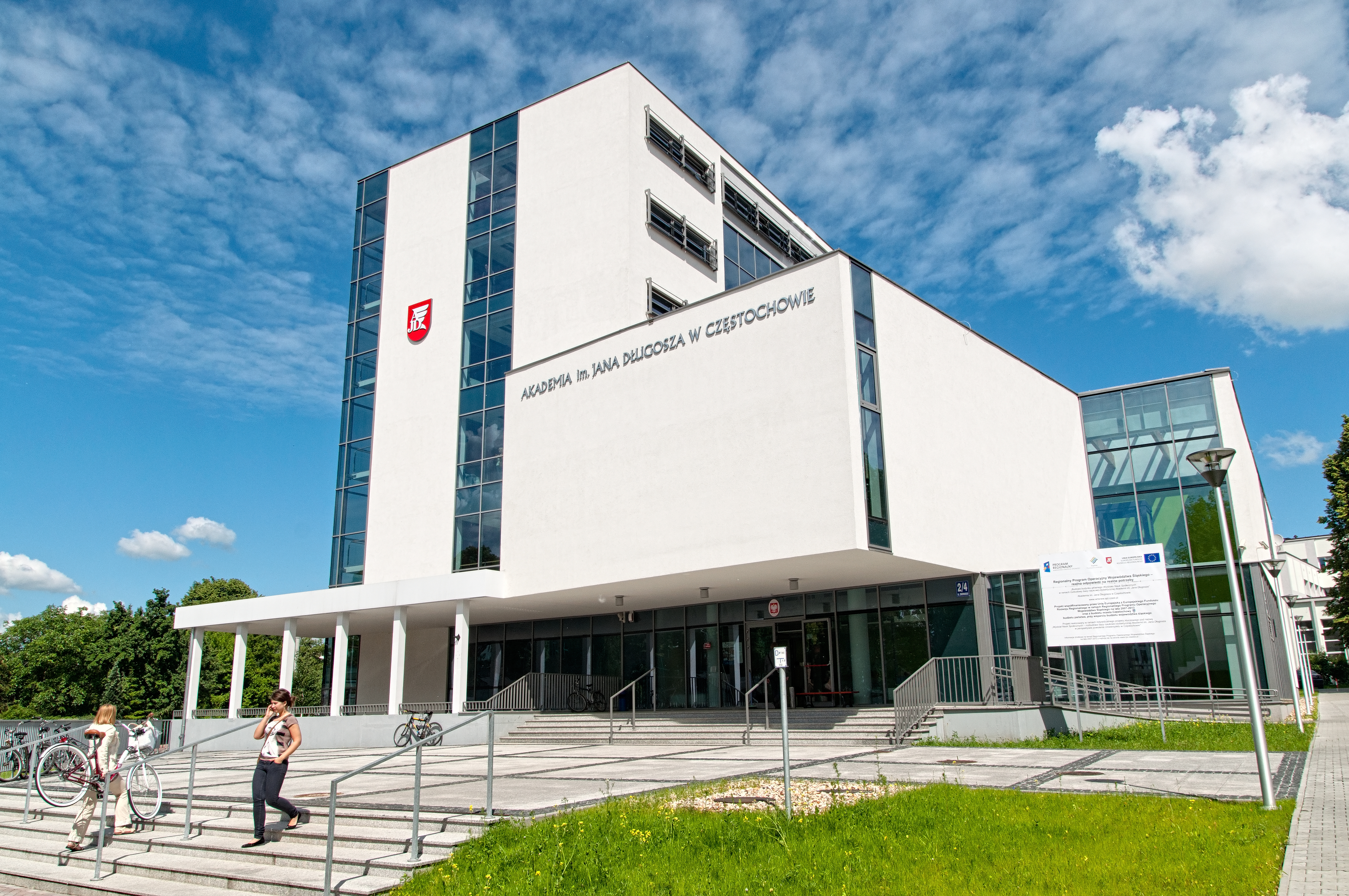
ヤン・ドゥウゴシュ大学

- ヤン・ドゥウゴシュ大学 (旧高等教育学校)[4]
- ポロニア大学 (旧外国語経済学部)[5]

## スポーツ

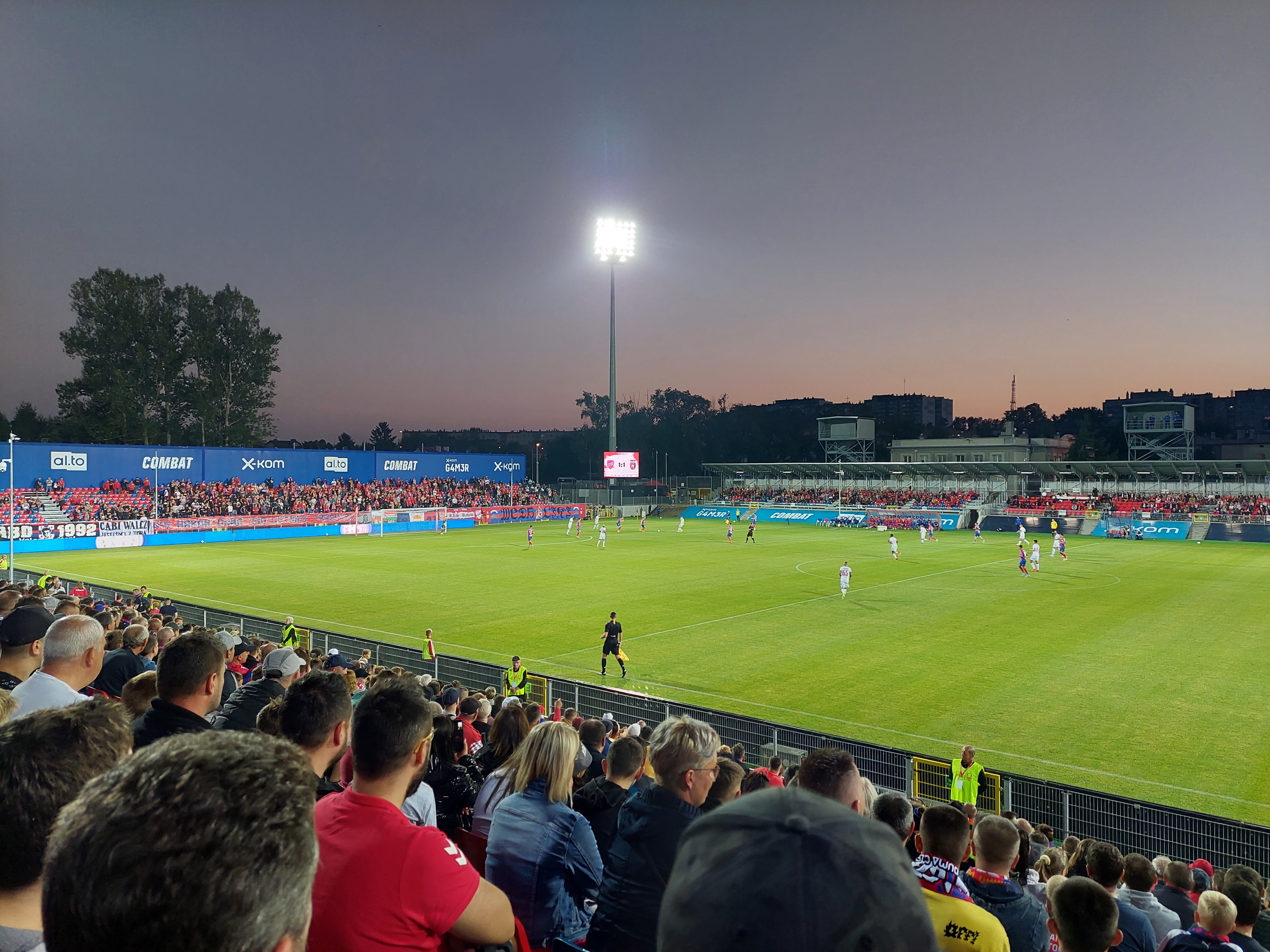
ラクフ・チェンストホヴァのホームスタジアムであるミェイスキ・スタディオン・ピウカルスキ・ラクフ

- ラクフ・チェンストホヴァ
- スクラ・チェンストホヴァ
- ヴィクトリア・チェンストホヴァ
- KSストラドム・チェンストホヴァ
- ゴル・チェンストホヴァ

## 姉妹都市
- アルトエッティング, ドイツ
- ファティマ ,ポルトガル
- ロレート, イタリア
- ルルド, フランス
- プフォルツハイム, ドイツ
- レーゼクネ, ラトビア
- サウスベンド, アメリカ合衆国
- シャウレイ リトアニア
- サポパン、メキシコ
- ナザレ、イスラエル
- ベツレヘム、パレスチナ国

## 出身人物
- イリット・アミエル - 作家